# كأس أوروبا 1984–85
بطولة كأس أوروبا 1984-85 هي الموسم رقم 30 من بطولة أوروبا الممتازة لكرة القدم المنظمة من قبل يويفا، والتي فاز بها يوفنتوس بأول لقب له بتاريخه على مستوى هذه المسابقة في نهائي جمعه مع حامل اللقب ليفربول، والتي شهدت أحداث كارثة ملعب هيسل.
بعد الكارثة تم منع جميع الأندية الإنجليزية من المشاركة بالمسابقات الأوروبية لمدة خمس سنوات، باستثناء ليفربول الذي تم منعه 6 سنوات بسبب تحميل جماهيره المسؤولية المطلقة لأحداث الكارثة.
بتحقيق النادي الإيطالي هذه البطولة والتي سبقها بتحقيقه بطولة كأس الاتحاد الأوروبي 1976–77، وثم كأس الكؤوس الأوروبية 1983–84، أصبح أول ناد يحقق الثلاث بطولات الرئيسية في مسابقات الاتحاد الأوروبي لكرة القدم وحصل على لوح يويفا التذكاري.

## الدور الأول
| الفريق الأول     | إجم.         | الفريق الثاني        | مباراة الذهاب | مباراة الإياب |
| ---------------- | ------------ | -------------------- | ------------- | ------------- |
| إلفيس            | 1–6          | يوفنتوس              | 0–4           | 1–2           |
| غراسهوبر زيوريخ  | 4–3          | بودابست هونفيد       | 3–1           | 1–2           |
| فولرنغا          | 3–5          | سبارتا براغ          | 3–3           | 0–2           |
| لابوينتي إلبساني | 0–6          | لينغبي               | 0–3           | 0–3           |
| بوردو            | 3–2          | أتلتيك بيلباو        | 3–2           | 0–0           |
| دينامو بوخارست   | 5–3          | أومونيا              | 4–1           | 1–2           |
| ليفسكي صوفيا     | 3–3 (هـ.)    | شتوتغارت             | 1–1           | 2–2           |
| طرابزون سبور     | 1–3          | دنيبرو دنيبروبتروفسك | 1–0           | 0–3           |
| أبردين           | 3–3 (4–5ر.ت) | دينامو برلين         | 2–1           | 1–2           |
| أوستريا فيينا    | 8–0          | فاليتا               | 4–0           | 4–0           |
| ليخ بوزنان       | 0–5          | ليفربول              | 0–1           | 0–4           |
| النجم الأحمر     | 3–4          | بنفيكا               | 3–2           | 0–2           |
| أفينير بيغين     | 0–17         | غوتبورغ              | 0–8           | 0–9           |
| آي أكرانيس       | 2–7          | بيفيرين              | 2–2           | 0–5           |
| فيينورد          | 1–2          | باناثينايكوس         | 0–0           | 1–2           |
| لينفيلد          | 1–1 (هـ.)    | شامروك روفرز         | 0–0           | 1–1           |

## الدور الثاني
| الفريق الأول | إجم.      | الفريق الثاني        | مباراة الذهاب | مباراة الإياب |
| ------------ | --------- | -------------------- | ------------- | ------------- |
| يوفنتوس      | 6–2       | غراسهوبر زيوريخ      | 2–0           | 4–2           |
| سبارتا براغ  | 2–1       | لينغبي               | 0–0           | 2–1           |
| بوردو        | 2–1       | دينامو بوخارست       | 1–0           | 1–1           |
| ليفسكي صوفيا | 3–3 (هـ.) | دنيبرو دنيبروبتروفسك | 3–1           | 0–2           |
| دينامو برلين | 4–5       | أوستريا فيينا        | 3–3           | 1–2           |
| ليفربول      | 3–2       | بنفيكا               | 3–1           | 0–1           |
| غوتبورغ      | (هـ.)2–2  | بيفيرين              | 1–0           | 1–2           |
| باناثينايكوس | 5–4       | لينفيلد              | 2–1           | 3–3           |

## ربع النهائي
| الفريق الأول  | إجم.         | الفريق الثاني        | مباراة الذهاب | مباراة الإياب |
| ------------- | ------------ | -------------------- | ------------- | ------------- |
| يوفنتوس       | 3–1          | سبارتا براغ          | 3–0           | 0–1           |
| بوردو         | 2–2 (5–3ر.ت) | دنيبرو دنيبروبتروفسك | 1–1           | 1–1           |
| أوستريا فيينا | 2–5          | ليفربول              | 1–1           | 1–4           |
| غوتبورغ       | 2–3          | باناثينايكوس         | 0–1           | 2–2           |

## نصف النهائي
| الفريق الأول | إجم. | الفريق الثاني | مباراة الذهاب | مباراة الإياب |
| ------------ | ---- | ------------- | ------------- | ------------- |
| يوفنتوس      | 3–2  | بوردو         | 3–0           | 0–2           |
| ليفربول      | 5–0  | باناثينايكوس  | 4–0           | 1–0           |

### مباراة الذهاب
| يوفنتوس                               | 3–0   | بوردو |
| ------------------------------------- | ----- | ----- |
| بونيك 27' · برياسكي 60' · بلاتيني 62' | تقرير |       |

| ليفربول                                  | 4–0   | باناثينايكوس |
| ---------------------------------------- | ----- | ------------ |
| جون وارك 36' · راش 48'، 49' · بيغلين 84' | تقرير |              |

### مباراة الإياب
| بوردو                   | 2–0   | يوفنتوس |
| ----------------------- | ----- | ------- |
| مولر 25' · باتيستون 80' | تقرير |         |

فاز يوفنتوس بالنتيجة الإجمالية 3–2
| باناثينايكوس | 0–1   | ليفربول      |
| ------------ | ----- | ------------ |
|              | تقرير | لاورنسون 60' |

فاز ليفربول بالنتيجة الإجمالية 5–0

## النهائي
| يوفنتوس             | 1–0   | ليفربول |
| ------------------- | ----- | ------- |
| بلاتيني 58' (ركلة.) | تقرير |         |

## ترتيب الهدافين
ترتيب الهدافين في موسم 1984-85 هم كالتالي:
| الترتيب | اللاعب        | النادي  | عدد الأهداف |
| ------- | ------------- | ------- | ----------- |
| 1       | ميشيل بلاتيني | يوفنتوس | 7           |
| 1       | توربون نيلسون | غوتبورغ | 7           |
| 3       | باولو روسي    | يوفنتوس | 5           |
| 3       | إيان راش      | ليفربول | 5           |
| 3       | جون وارك      | ليفربول | 5           |